# Labidochromis pallidus
Labidochromis pallidus — вид окунеподібних риб родини цихлові (Cichlidae), використовується як акваріумна рибка.

## Поширення
Ендемічний вид для озера Малаві, де він відомий тільки на кам'янистому рифі у південній частині озера у районі островів Малері та Західний Тумбо.

## Опис
Це дрібна риба, що сягає 6.7 см завдовжки..

## Живлення
У природі живиться личинками комах і рачками на каменях.